# 岡女堂站
岡女堂站（日语：／ Okamedō eki */?）是位於北海道中川郡本別町共榮，北海道池北高原鐵道的故鄉銀河線車站（廢站）。隨著故鄉銀河線廢線，車站在2006年（平成18年）4月21日廢除。

## 歷史
- 1995年（平成7年）
  - 7月3日 - 開始建設車站[3]。
  - 9月4日 - 車站啟用[1]。
- 2006年（平成18年）4月21日 - 故鄉銀河線全線廢除[2][4]，此站也廢除。

## 概要
車站鄰接「岡女堂」（總部在神戶市，售賣甘納豆的老店）本別工場。為了促進鐵路使用，岡女堂負擔約3000萬日圓以建設車站。車站名稱定為公司名稱。站名牌上也有該公司的標誌。
後來岡女堂本別工場被分拆為另一間公司（子公司）「十勝岡女堂」。在路線廢除前公司破產（另外，岡女堂本體在2006年11月尾破產，同年12月12日開始進行破產手續）。
在2006年4月，以阿寒觀光業作為主要業務的株式會社阿寒大酒店（鶴雅集團，現時：鶴雅度假村株式會社）將全額投資，成立子公司「十勝豆本家」（總部：北海道本別町共榮）。而岡女堂的土地、建築物、機械設備均被「十勝豆本家」收購，此車站大樓由十勝豆本家擁有。

## 車站構造
截至車站廢除前，此站是地面車站，設有1面1線的單式月台。月台長22米，寬2.7米，只可容納1卡列車。月台上設有以日高山脈作為主題的上蓋。此站是無人車站。在進車站大樓時需要經過岡女堂的工場用地。車站出入口設有上蓋通道。當列車到達時，月台的揚聲器會播放由岡女堂社長作曲的音樂。

## 車站周邊
- 十勝豆工房　岡女堂本家[1]
- 國道242號（日语：国道242号）
- 十勝巴士（日语：十勝バス）「岡女堂本家前」巴士站

## 現況
路軌已經撤走，月台和站名牌還存在。

## 相鄰車站
北海道池北高原鐵道
故鄉銀河線
南本別－岡女堂－本別

## 注腳
1. 1 2 3 4 5 6  . 交通新聞 (交通新聞社). 1995-09-11: 3 （日语）.
2. 1 2 3  北見現代史編集委員会（編集）. . 北見市: 981頁. 2007-01 （日语）.
3. ↑  . 交通新聞 (交通新聞社). 1995-07-11: 1 （日语）.
4. ↑  . 北海道新聞 (北海道新聞社). フォト北海道（道新写真データベース）. 2006-04-21  [2016-11-25]. （原始内容存档于2016年11月25日） （日语）.